# Charinus abbatei
Charinus abbatei är en spindeldjursart som beskrevs av Delle Cave 1986. Charinus abbatei ingår i släktet Charinus och familjen Charinidae. Inga underarter finns listade i Catalogue of Life.